# Caudron G.3
Il Caudron G.3, citato anche come Caudron G.III, era un monomotore da ricognizione biplano sviluppato dall'azienda francese Société des avions Caudron negli anni dieci del XX secolo.
Progettato dai fratelli Caudron, René e Gaston, come miglioramento del Caudron G.2, venne ampiamente utilizzato durante la prima guerra mondiale.
Nel 1915 presso l'aeroporto di Torino Mirafiori vennero effettuate le prime trasmissioni radio con segnali morse da aereo a Terra, alla presenza di G. Marconi, che realizzò il trasmettitore poi chiamato Marconcina.
Il Caudron G.3 prestò servizio principalmente nelle forze aeree di Francia, Italia, Regno Unito e, in numeri minori, in molte altre durante il periodo bellico e postbellico.
Il 30 luglio 1921, con un Caudron G3, l’aviatore francese Francois Durafour atterrò e decollò senza assistenza sul colle Dome delle Alpi Francesi a 4331 metri. Un artistico murales ricorda l’avvenimento nella cittadina di Saint Gervais nell’Alta Savoia

## Storia del progetto
Dopo aver realizzato il Caudron G.2 i fratelli Gaston e René Caudron avviarono lo sviluppo di un modello derivato destinato all'uso militare. Il modello, identificato come G.III o G.3, riproponeva l'impostazione del precedente G.2, ovvero un velivolo caratterizzato dalla configurazione a doppia trave di coda in struttura tubolare a vista che collegava la velatura biplano-sesquiplana dal sensibile allungamento all'impennaggio dal lungo elemento orizzontale. L'equipaggio trovava posto, in due abitacoli separati in tandem, in una gondola centrale posta tra le due ali che fungeva anche da supporto al motore aeronautico collocato all'apice anteriore della stessa.
Il prototipo venne portato in volo per la prima volta nel maggio 1914 dal campo di volo di Le Crotoy e sottoposto all'attenzione dei vertici dell'Armée de terre, l'esercito francese, ne ottenne impressioni favorevoli tanto da sottoscrivere un iniziale contratto di fornitura per i reparti della sua componente aerea, l'Aéronautique Militaire.
Con lo scoppio della prima guerra mondiale, date le mutate esigenze il modello venne ordinato in grande quantità, la maggior parte costruite dalla stessa Caudron (1 423 esemplari sui 2 450 totali prodotti in Francia) e venendo costruite oltre che dall'apparato industriale francese anche nel Regno Unito, 233 esemplari, e nel Regno d'Italia dalla AER di Orbassano in, a seconda delle fonti, 166 o 170 unità. I fratelli Caudron decisero inoltre di non richiedere alcuna tassa di licenza per il progetto esprimendsi in tal senso come un atto di patriottismo.
Il progetto subì qualche miglioria nel corso della sua produzione, adottando dopo l'iniziale sistema di controllo del volo basato sullo svergolamento alare una velatura più evoluta con ala superiore dotata di alettoni. Inoltre, benché inizialmente non fosse prevista l'installazione di alcun armamento, con l'introduzione dei primi reparti di aereo da caccia avversari si rese necessario l'equipaggiamento di mitragliatrici di piccolo calibro e, nell'evolversi della guerra aerea, anche di piccoli ordigni da caduta quando impiegato in missioni di bombardamento.

## Impiego operativo
Dal 2 luglio 1915 6 esemplari sono la linea di volo della 1ª Squadriglia per l'artiglieria che dal 15 aprile 1916 diventa 41ª Squadriglia.
Dal 5 ottobre 1915 diventa operativa la 4ª Squadriglia per l'artiglieria che il 15 aprile 1916 diventa 44ª Squadriglia.
Dal 21 ottobre è operativa la 5ª Squadriglia per l'artiglieria che il 15 aprile 1916 diventa 45ª Squadriglia volando sui G.3 fino al giugno 1916.
A metà novembre 1915 anche la 2ª Squadriglia per l'artiglieria passa su questi velivoli diventando dal 15 aprile 1916 42ª Squadriglia che al 1º gennaio 1917 dispone di 9 G.3 fino allo scioglimento del 15 ottobre 1917.
Sempre nel novembre 1915 anche la 3ª Squadriglia per l'artiglieria transita sui G.3 e dal 15 aprile 1916 diventa 43ª Squadriglia e nel maggio 1917 ne ha in linea 8.
La 49ª Squadriglia nasce sui G.3 dal 19 luglio 1916 operando fino al 17 agosto 1917.

## Versioni
G.3 A2

G.3 D2

G.3 E2

G.3 R1

G.3.12
versione finale, equipaggiata con motore radiale Anzani 10.

### Su licenza
Gotha LD 3

Gotha LD 4

## Utilizzatori
(lista parziale)
 Argentina
- Servicio Aéronautico del Ejército

 Australia
- Mesopotamian Half Flight
- Central Flying School AFC a Point Cook

 Brasile
- Serviço de Aviação Militar

 Belgio
- Aviation militaire

 Cina
 Colombia
- Fuerza Aérea Colombiana

operò con tre esemplari, i primi velivoli che equipaggiarono la neofondata forza aerea colombiana.
 Francia
- Aéronautique Militaire

 Finlandia
- Suomen ilmavoimat

 Italia
- Corpo Aeronautico Militare

 Portogallo
- Serviço Aeronáutico Militare

 Romania
- Aeronautica Regală Românã

 Russia
- Imperatorskij voenno-vozdušnyj flot

 Regno Unito
- Royal Flying Corps

 Stati Uniti
- United States Army Air Service
- American Expeditionary Forces

## Esemplari attualmente esistenti
Sono diversi gli esemplari di Caudron G.3 arrivati ai nostri giorni e presenti nelle strutture museali di tutto il mondo, tra i quali il RAF Museum Hendon, il Musée de l'Air et de l'Espace di Parigi, il Koninklijk Museum van het Leger en de Krijgsgeschiedenis di Bruxelles ed il Museu Aeroespacial di Rio de Janeiro. Un esemplare (1E.18) è attualmente in fase di restauro presso l'Hallinportin ilmailumuseo di Kuorevesi in Finlandia.